# Шимановський Антон Борисович
Антон Борисович Шимановський (1878 — 1941?, Москва) — активний соціал-революціонер, агроном за фахом, художник, колекціонер, двоюрідний брат Лесі Українки, Михайла Косача, Ольги Косач-Кривинюк, Оксани Косач, Миколи Косача та Ізидори Косач. 

## Життєпис

### Дитинство
Батька Шимановського Бориса Опанасовича, поляка за походженням, ще замолоду було заслано до Сибіру за участь у боротьбі із засиллям російського самодержавства. 
Мати Олександра Антонівна Косач — тітка видатної письменниці Лесі Українки, — походила з давнього роду Косачів, мглинської лінії зі Стародубщини.
Значну частину дитинства Антон, разом із старшим братом Павлом, проводив у родині Косачів, у Луцьку чи Колодяжному.

### Юність
Після закінчення Уманського училища землеробства і садівництва (1895) вступив до Мюнхенського політехнічного інституту (будівельний факультет). Одночасно з навчанням у Політехніці брав уроки рисунка у Школі товариства художників (свого роду приватна Академія мистецтв) в студії художника Франца фон Штука в Мюнхені.  
1904 р. узяв цивільний шлюб із двоюрідною сестрою Оксаною. Через те, що Оксана й Антон були родичами, їх не обвінчали. 
1905 р. Антон Шимановський, також як і його оточення, захоплений революційними ідеями, стає членом партії соціал-революціонерів (есерів), з головою занурюється в революційну діяльність, бере активну участь в подіях 1905 року, а питання захисту дипломної роботи в політехніці відкладає на невизначений термін. 

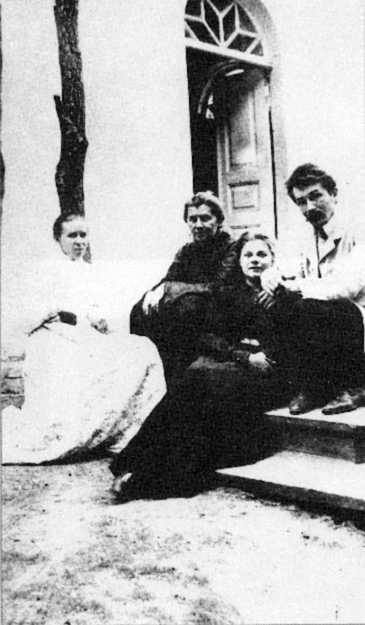
Леся Українка, Олена Пчілка, Оксана Косач, Антон Шимановський. На східцях будинку в Зеленому Гаї, літо 1906 р.

У травні 1906 р. у редакції газети «Дело народа», з якою співпрацював А. Шимановський, було вчинено трус і знайдено документи, що підтверджували його участь як представника газети у всеросійському з'їзді вчителів і діячів освіти. На підставі цього Антона було заарештовано і рік він перебував в ув'язненні, а потім був засуджений іще на два роки. Однак його вдалося звільнити під заставу, і 1908 р. він з Оксаною Косач таємно виїхав до Швайцарії, де офіційно оформив з нею стосунки, і заробляв на життя приватними уроками.  

### Зрілість
Певний час жив у Франції.  
1910 р. у подружжя народилась донька Оксана.  
1913 р. Антон Борисович працював керівником культурно-екскурсійної частини навчального відділу Товариства розповсюдження технічних знань, опікункою якого була графиня Бобринська. 
1916 р. Антон та Оксана обвінчались у православній церкві в Берні. Ускладнення з працевлаштуванням та події 1917 року в Росії спричинилися до його повернення наприкінці 1918 р. до Петербурга. Оксана з дочкою Оксаною залишилася в Швайцарії. Покинувши родину, по поверненні до Росії жив спершу в Петрограді. 
1922 р. Антон Шимановський удруге одружився з Ольгою Іванівною Даниловою, сестрою дружини художника І. Машкова. У шлюбі в них народжується син Микита (помер 1944 в боях за Україну). 
1923 р. переїхав до Москви, замешкав у селищі Сокіл, на вул. Сурикова, 25. Працював в органах Наркомзему, став доволі відомим художником, майстром пейзажу та натюрморту, захоплювався колекціонуванням, збирав твори російських художників. Також цікавився музикою. У домі Шимановських у різний час жив музикант-фольклорист чоловік двоюрідної сестри Лесі Українки Климент Квітка. Наприкінці 1920-х — на початку 1930-х у Антона Борисовича часто збирались музиканти, зокрема і молодий, але вже відомий Дмитро Шостакович. Серед різноманітних занять Антон Шимановський любив пригощати гостей «дивом» — піанолою, що відтворювала справжню гру С. В. Рахманінова. Для юнацтва організував у своєму будинку музичну школу. 

### Останні роки життя
На початку війни був заарештований. Помер у Москві, 1941 (1942) року.  